# Susana Lozano
Susana Lozano Veytia (ur. 11 maja 2000) – meksykańska zapaśniczka walcząca w stylu wolnym. Zajęła dziewiąte miejsce na mistrzostwach świata w 2023 roku. 
Ósma na igrzyskach panamerykańskich w 2023. Srebrna medalistka igrzysk Ameryki Środkowej i Karaibów w 2023. Jedenasta na mistrzostwach panamerykańskich w 2023. Trzecia na mistrzostwach panamerykańskich juniorów w 2018 roku.